# Collegio di Normanton, Pontefract and Castleford
Normanton, Pontefract and Castleford è stato un collegio elettorale inglese della Camera dei comuni del Parlamento del Regno Unito, situato nel West Yorkshire. Eleggeva un membro del Parlamento con il sistema maggioritario a turno unico; il collegio è stato abolito in occasione della revisione periodica del 2024.

## Storia
Il Parlamento accettò la quinta revisione dei collegi di Westminster della Boundary Commission for England che previde questa circoscrizione per le elezioni generali nel Regno Unito del 2010 nel distretto della città di Wakefield. A causa dell'aumento della popolazione in altre aree, la Commissione dovette ridurre i collegi nella contea, portando all'unione dei seggi di Normanton e Pontefract/Castleford. Alcuni ward di entrambi finirono comunque in altri collegi confinanti per mantenere una proporzione di elettorato.
La Commissione ebbe grandi difficoltà nel scegliere un nome per il collegio: furono suggeriti sia "Normanton and Pontefract" che "Pontefract and Castleford". Il 24 maggio 2006 fu scelto il nome grazie ad una consultazione pubblica; l'unico altro collegio con tre nomi in Inghilterra era Ruislip, Northwood and Pinner nel Middlesex.

## Estensione
Il collegio contava i seguenti ward della Città di Wakefield: Airedale and Ferry Fryston, Altofts and Whitwood, Castleford Central and Glasshoughton, Knottingley, Normanton, Pontefract North e Pontefract South.

## Profilo
Il collegio comprendeva le tre città turistiche, tra cui Pontefract era la maggiore, che producevano liquirizia, oltre alle famose Pontefract cakes. Erano molto presenti i liberi professionisti, ma vi erano anche molti lavoratori nelle industrie locali e in quelle creative, nel settore pubblico e nelle sedi delle grandi aziende, tra cui Leeds e Wakefield.
L'ultima miniera di profondità nel Regno Unito, la Kellingley Colliery, diede lavoro a molte persone finché non chiuse nel dicembre 2015.
Ripresasi dal declino economico dovuto alla chiusura di molte miniere locali, l'area vide un tasso di richieste di indennità di disoccupazione più basso della media dello Yorkshire e Humber con il suo 4,4% contro il 4,6%, ma eccedeva la media nazionale ed era oltre il doppio degli altri sei collegi della regione.

## Membri del Parlamento
| Elezione | Elezione | Deputato         | Partito          |
| -------- | -------- | ---------------- | ---------------- |
|          | 2010     | Yvette Cooper    | Laburista        |
|          | 2024     | Collegio abolito | Collegio abolito |

## Risultati elettorali

### Elezioni negli anni 2010
| Partito                    | Partito                                | Candidato                  | Risultati 12 dicembre 2019 | Risultati 12 dicembre 2019 |
| Partito                    | Partito                                | Candidato                  | Voti                       | %                          |
| -------------------------- | -------------------------------------- | -------------------------- | -------------------------- | -------------------------- |
|                            | Laburista                              | Yvette Cooper              | 18 297                     | 37,91                      |
|                            | Conservatore                           | Andrew Lee                 | 17 021                     | 35,27                      |
|                            | Brexit                                 | Deneice Florence-Jukes     | 8 032                      | 16,64                      |
|                            | Lib Dem                                | Tom Gordon                 | 3 147                      | 6,52                       |
|                            | Yorkshire                              | Laura Walker               | 1 762                      | 3,65                       |
|                            |                                        |                            |                            |                            |
| Iscritti                   | Iscritti                               | Iscritti                   | 84 527                     | 100,00                     |
| ↳ Votanti (% su iscritti)  | ↳ Votanti (% su iscritti)              | ↳ Votanti (% su iscritti)  | 48 419                     | 57,28                      |
| ↳ Astenuti (% su iscritti) | ↳ Astenuti (% su iscritti)             | ↳ Astenuti (% su iscritti) | 36 108                     | 42,72                      |
|                            |                                        |                            |                            |                            |
|                            | Esito: collegio confermato a Laburista |                            |                            |                            |

| Partito                    | Partito                                | Candidato                  | Risultati 8 giugno 2017 | Risultati 8 giugno 2017 |
| Partito                    | Partito                                | Candidato                  | Voti                    | %                       |
| -------------------------- | -------------------------------------- | -------------------------- | ----------------------- | ----------------------- |
|                            | Laburista                              | Yvette Cooper              | 29 268                  | 59,50                   |
|                            | Conservatore                           | Andrew Lee                 | 14 769                  | 30,02                   |
|                            | UKIP                                   | Lewis Thompson             | 3 030                   | 6,16                    |
|                            | Yorkshire                              | Daniel Gascoigne           | 1 431                   | 2,91                    |
|                            | Lib Dem                                | Clarke Roberts             | 693                     | 1,41                    |
|                            |                                        |                            |                         |                         |
| Iscritti                   | Iscritti                               | Iscritti                   | 81 577                  | 100,00                  |
| ↳ Votanti (% su iscritti)  | ↳ Votanti (% su iscritti)              | ↳ Votanti (% su iscritti)  | 49 191                  | 60,30                   |
| ↳ Astenuti (% su iscritti) | ↳ Astenuti (% su iscritti)             | ↳ Astenuti (% su iscritti) | 32 386                  | 39,70                   |
|                            |                                        |                            |                         |                         |
|                            | Esito: collegio confermato a Laburista |                            |                         |                         |

| Partito                    | Partito                                | Candidato                  | Risultati 7 maggio 2015 | Risultati 7 maggio 2015 |
| Partito                    | Partito                                | Candidato                  | Voti                    | %                       |
| -------------------------- | -------------------------------------- | -------------------------- | ----------------------- | ----------------------- |
|                            | Laburista                              | Yvette Cooper              | 25 213                  | 54,93                   |
|                            | UKIP                                   | Nathan Garbutt             | 9 785                   | 21,32                   |
|                            | Conservatore                           | Beth Prescott              | 9 569                   | 20,85                   |
|                            | Lib Dem                                | Edward McMillan-Scott      | 1 330                   | 2,90                    |
|                            |                                        |                            |                         |                         |
| Iscritti                   | Iscritti                               | Iscritti                   | 82 548                  | 100,00                  |
| ↳ Votanti (% su iscritti)  | ↳ Votanti (% su iscritti)              | ↳ Votanti (% su iscritti)  | 45 897                  | 55,60                   |
| ↳ Astenuti (% su iscritti) | ↳ Astenuti (% su iscritti)             | ↳ Astenuti (% su iscritti) | 36 651                  | 44,40                   |
|                            |                                        |                            |                         |                         |
|                            | Esito: collegio confermato a Laburista |                            |                         |                         |

| Partito                    | Partito                                      | Candidato                  | Risultati 6 maggio 2010 | Risultati 6 maggio 2010 |
| Partito                    | Partito                                      | Candidato                  | Voti                    | %                       |
| -------------------------- | -------------------------------------------- | -------------------------- | ----------------------- | ----------------------- |
|                            | Laburista                                    | Yvette Cooper              | 22 293                  | 48,23                   |
|                            | Conservatore                                 | Nick Pickles               | 11 314                  | 24,48                   |
|                            | Lib Dem                                      | Chris Rush                 | 7 585                   | 16,41                   |
|                            | BNP                                          | Graham Thewlis-Hardy       | 3 846                   | 8,32                    |
|                            | Indipendente                                 | Gareth Allen               | 1 183                   | 2,56                    |
|                            |                                              |                            |                         |                         |
| Iscritti                   | Iscritti                                     | Iscritti                   | 82 275                  | 100,00                  |
| ↳ Votanti (% su iscritti)  | ↳ Votanti (% su iscritti)                    | ↳ Votanti (% su iscritti)  | 46 239                  | 56,20                   |
| ↳ Astenuti (% su iscritti) | ↳ Astenuti (% su iscritti)                   | ↳ Astenuti (% su iscritti) | 36 036                  | 43,80                   |
|                            |                                              |                            |                         |                         |
|                            | Esito: collegio a Laburista (nuovo collegio) |                            |                         |                         |

## Risultati dei referendum

### Referendum sulla permanenza del Regno Unito nell'Unione europea del 2016
|             | Collegio                             | Lasciare UE % | Rimanere in UE % |
| ----------- | ------------------------------------ | ------------- | ---------------- |
|             | Normanton, Pontefract and Castleford | 69,3%         | 30,7%            |
| Inghilterra | 53,3%                                | 46,7%         |                  |
| Regno Unito | 51,9%                                | 48,1%         |                  |